# Reiter (motorfiets)
Reiter is een Italiaans historisch merk van motorfietsen.
De bedrijfsnaam was Ditta Timone & Fresia, Torino.
Reiter was een Italiaans merk met een Duitse naam dat Engelse Blackburne-zij- en kopklepblokken van 248- en 348 cc en de oliegekoelde Bradshaw-346cc-kopklepper in eigen frames bouwde. De productie duurde van 1927 tot 1929.